# Вікторія (Галльська імперія)
Вікторія (також відома як Вітрувія) — колишня лідерка Гальської імперії — державного утворення, яке боролося за незалежність від Риму наприкінці III століття. Вона була матір'ю галльського імператора Вікторина, що правив у 271 році. Після вбивства її сина Вікторія домоглася призначення наступним імператором Тетрика I.

## Життєпис
Про існування Вікторії відомо з книги Секста Аврелія Віктора «Liber de Caesaribus». Також її ім'я згадується в переліку «Тридцяти тиранів» у ненадійній «Історії Августи».
Про її раннє життя нічого не відомо, проте вона, ймовірно, походила із заможної та видатної галльської родини. За словами Аврелія Віктора, після вбивства її сина внаслідок заколоту, Вікторія завдяки своїм чималим статкам отримала підтримку з боку легіонів. Таким чином вона забезпечила прихід до влади Тетрика I, колишнього губернатора Галлії Аквітанії (титул Цезаря дістався також його синові, Тетрику Молодшому). 
«Історія Августів», яка зараховує її до числа «Тридцяти тиранів», надає додаткові подробиці, стверджуючи, що Вікторія спочатку начебто зробила імператором сина Вікторина, Вікторина Молодшого, але його було незабаром вбито після батька. 
«Історія» також повідомляє, що вона сама носила титули Mater Castrorum («Мати табору») й Августи, та до того ж карбувала власні монети. Вона померла незабаром після приходу до влади Тетрика, проте точна причина її смерті невідома. Однак, враховуючи відверту ненадійність «Історії Августів», правдивість цих повідомлень є сумнівною.